# Relations entre la Chine et la Norvège
Les relations entre la Chine et la Norvège sont les relations extérieures entre la Chine et la Norvège.

## Histoire
La première mission diplomatique norvégienne a été fondée en 1851 lors de l'union de la Suède et de la Norvège.
Les relations entre la République populaire de Chine et la Norvège ont officiellement commencé le 7 octobre 1950 et des missions diplomatiques ont été établies le 5 octobre 1954.